# Hoplisoides craverii
Hoplisoides craverii is een vliesvleugelig insect uit de familie van de graafwespen (Crabronidae). De wetenschappelijke naam van de soort werd voor het eerst geldig gepubliceerd in 1869 door A. Costa.